# بيتر نيكس
بيتر نيكس (بالإنجليزية: Peter Nix)‏ هو لاعب كرة قدم بريطاني في مركز الوسط، ولد في 25 يناير 1958 في روثرهام ‏ في المملكة المتحدة. لعب مع نادي روذرهام يونايتد.